# タイリクハクセキレイ

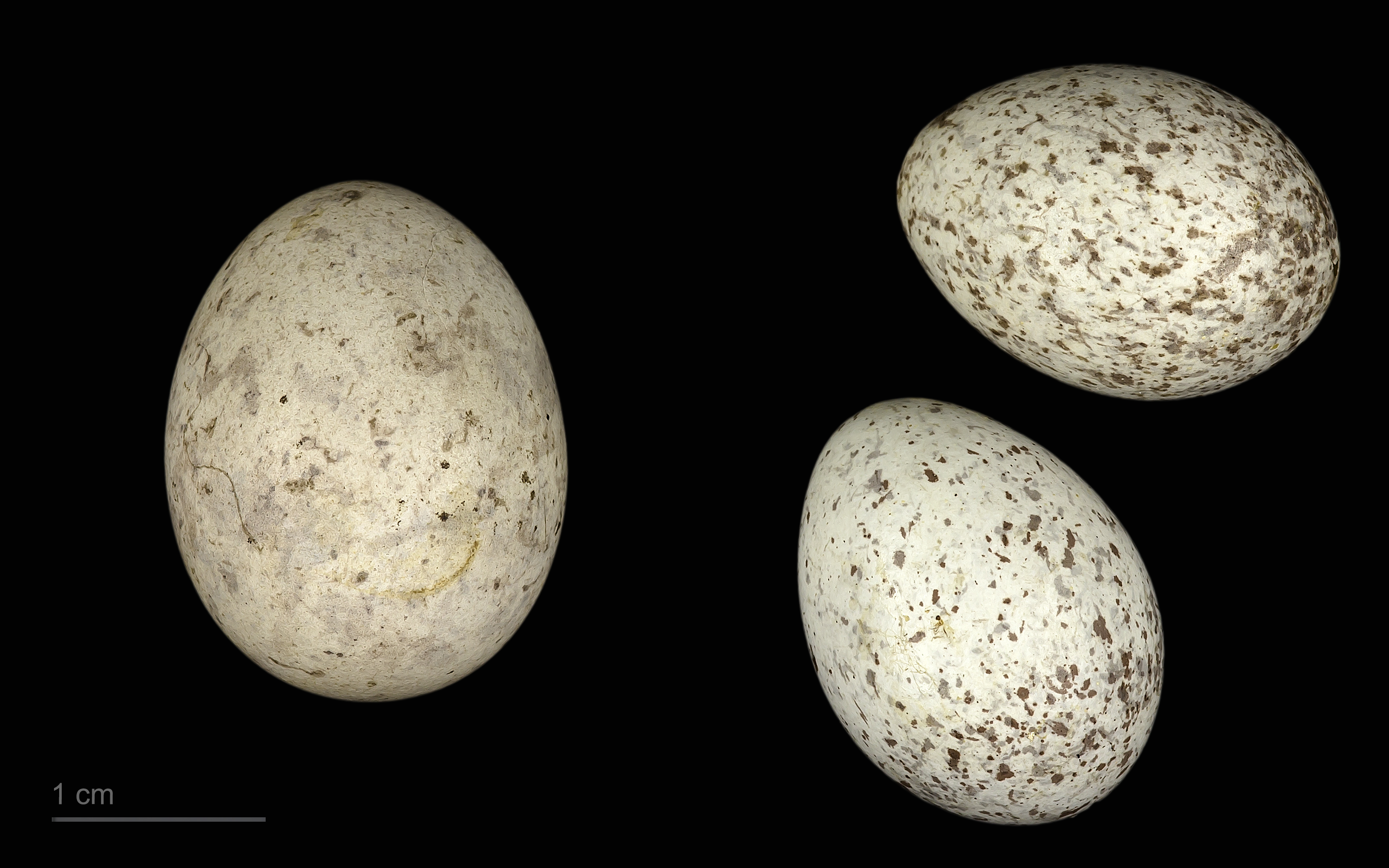
Cuculus canorus canorus + Motacilla alba

タイリクハクセキレイ（大陸白鶺鴒、学名 Motacilla alba）は、スズメ目セキレイ科に分類される鳥類の一種。
なお、日本の本州以北で見られるハクセキレイ（白鶺鴒、学名 Motacilla alba lugens）は本種の一亜種で、過眼線が入る。また、西日本では過眼線が入らないホオジロハクセキレイ（学名 Motacilla alba leucopsis）も観察される。

## 特徴
体長は 16.5 - 21cm 程度でスズメとムクドリの中間くらいだが細身。長い尾羽を絶えず上下に振る姿が特徴的である。
頭部および胸部が黒色、背中が黒または灰色、頬は白色、腹部は白色でわずかに灰色がかる。雌雄同色だが、オスは夏羽で比較的黒色が濃い場合が多く、若鳥は一般に灰色がかる。過眼線の有無や頭胸部の黒色部分の大きさは亜種毎に異なる（#亜種を参照）。

## 生態

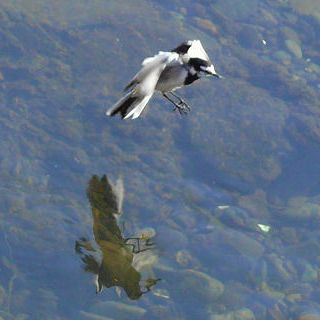
水面付近で飛ぶ虫を捕まえるハクセキレイ M. a. lugens

食性は雑食で、主に虫などを捕らえて食べる。水辺や草原などを歩きながら獲物を探すことが多いが、飛んでいる虫を捕らえることもある。
非繁殖期は分散して生活し、群れはつくらない。繁殖期になると番いで縄張り分散し、オスはさえずりで縄張りを主張したり、接近した他の個体を追い回したりする様子が観察される。このとき同属他種も縄張り争いの対象となる。
繁殖は一夫一婦で、4-8月にかけて番いで造巣、産卵、抱卵、育雛を行う。巣は主に川べりの土手などに草などで作るが、都市環境に適応した種は人工物に造巣する場合もある。21×15mm 前後の卵を 3-8個ほど産み、概ね 12日で孵化、その後概ね 14日で巣立つ。カッコウの托卵対象となることがある。
飛翔時に鳴く。

## 分布
ユーラシアのほぼ全域およびアフリカ北部に分布し、10 亜種に分類されている（右図参照）。
ここでは各亜種および近縁種の主な分布域について記す。
en: は英名を表す。
(A) はインド—日本型、(C) は中央アジア—ヒマラヤ型、(E) はヨーロッパ—シベリア型を表す。

### 亜種

#### ヨーロッパ
Motacilla alba alba (E)
ヨーロッパ大陸（イベリア半島からウラル山脈にかけてと地中海の島嶼）、アイスランド、グリーンランド東岸
Motacilla alba yarrellii (E) ホクオウハクセキレイ 
イギリス、アイルランド

#### アフリカ
Motacilla alba subpersonata (C)
モロッコ

#### 西・中央アジア
Motacilla alba dukhunensis (E)
西シベリア平原からカスピ海東岸にかけての中低地（ロシアの一部、カザフスタン、ウズベキスタン、トルクメニスタン）
Motacilla alba persica
イラン（カスピ海南部）
Motacilla alba personata (C) メンガタハクセキレイ 
中央アジア山岳部（イラン北部、アフガニスタン、タジキスタン、キルギス、カザフスタン、アルタイ山脈、新疆ウイグル自治区）
Motacilla alba alboides (C) ネパールハクセキレイ
ヒマラヤ山脈周辺

#### 東アジア
Motacilla alba baicalensis (E) シベリアハクセキレイ
ロシア（バイカル湖周辺の高地）、モンゴル、内モンゴル自治区
Motacilla alba ocularis (E) タイワンハクセキレイ
ロシア（中央シベリア高原以東）、近年アラスカ西岸へと拡大している
Motacilla alba lugens (E) ハクセキレイ
ロシア沿海地方・ハバロフスク地方の沿岸部、カムチャツカ半島、千島列島、サハリン、日本（北海道、本州）
Motacilla alba leucopsis (E) ホオジロハクセキレイ
中国大陸、朝鮮半島、台湾、日本（南西諸島、九州、本州西部）
近年、東南アジア・オセアニアへと拡大している。また冬にはインドあたりまで渡って過ごす。

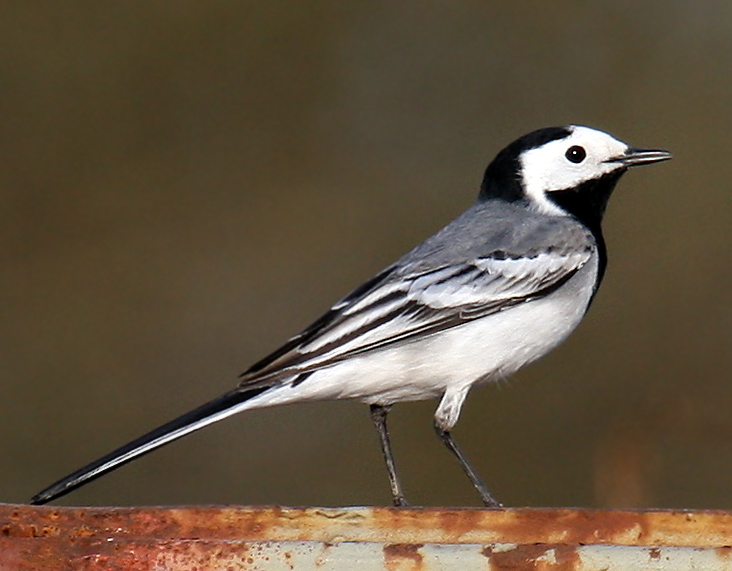
M. a. alba
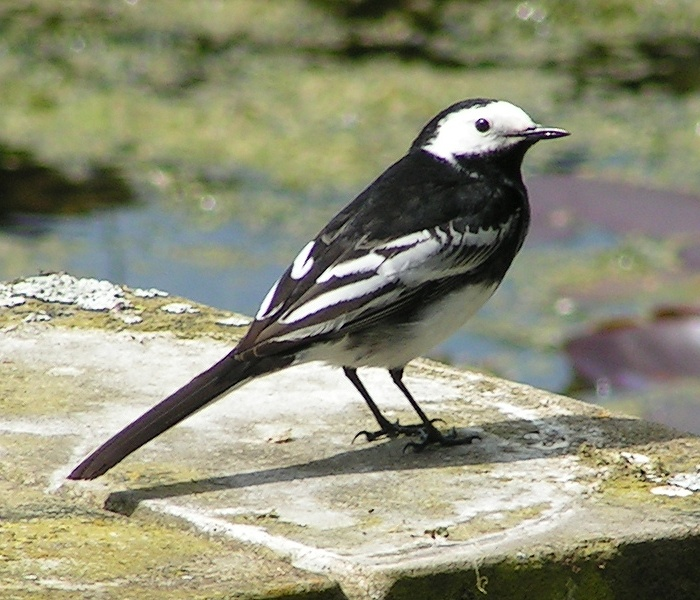
ホクオウハクセキレイ M. a. yarrellii
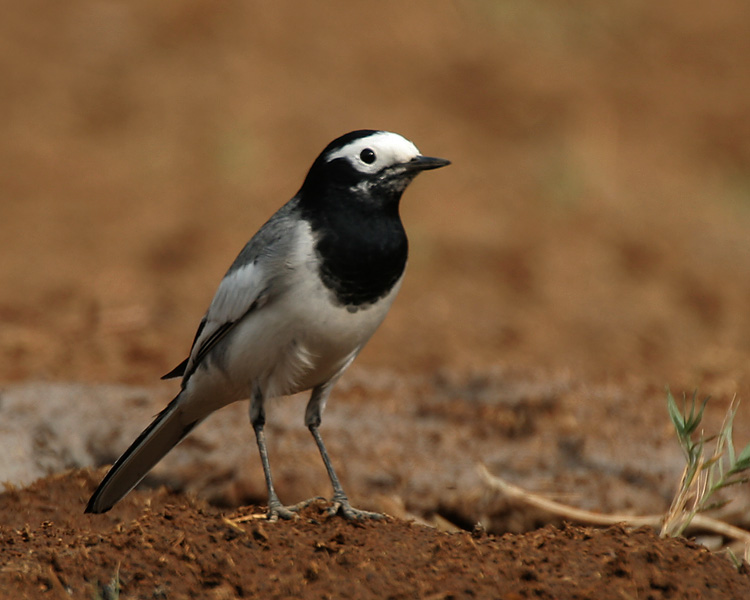
メンガタハクセキレイ M. a. personata ♂
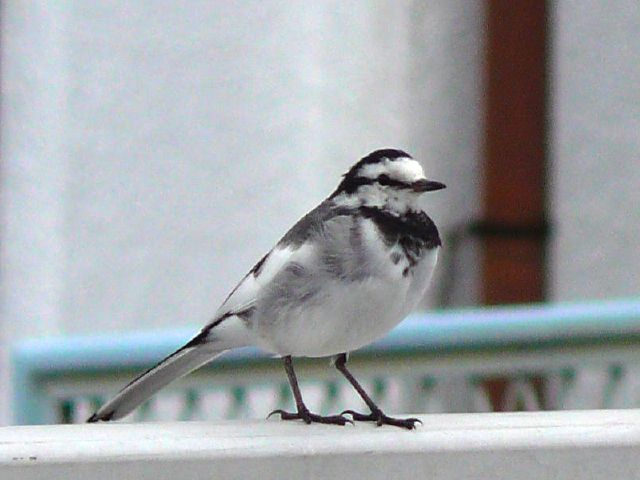
ハクセキレイ M. a. lugens
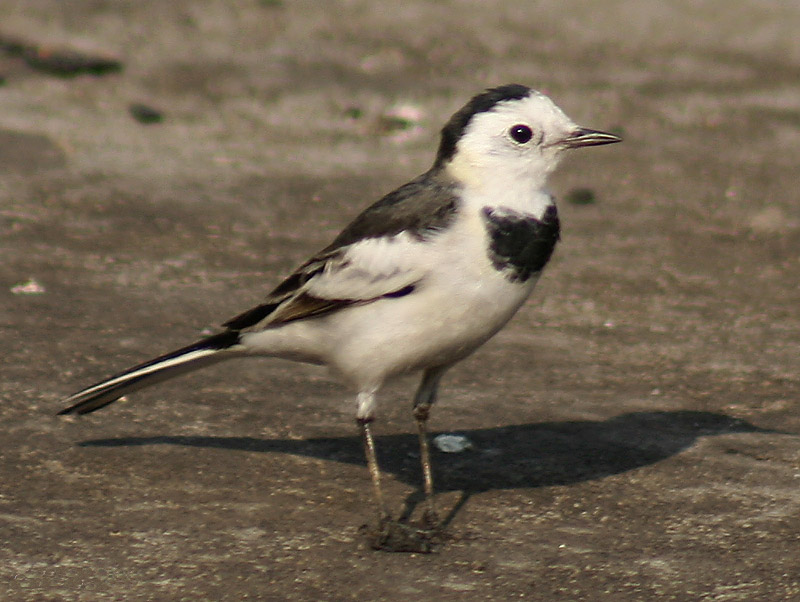
ホオジロハクセキレイ M. a. leucopsis

### 近縁種
以下に示す種はタイリクハクセキレイ (M. alba) とは別種として記載されているが、近縁であると考えられている（後述）。
Motacilla grandis (A) セグロセキレイ en:Japanese Wagtail
日本（北海道、本州、四国、九州）
Motacilla samveasnae en:Mekong Wagtail
ラオス、カンボジア、タイ（メコン川流域の低地）
2001年に新種として記載された。他の近縁種以上に特定の地域環境に強く依存しており、繁殖地がカンボジア・ラオスのメコン川およびその支流周辺の低地に限定されている（タイでは冬鳥）が、沿川のダム建設など人為的開発により繁殖適地が失われつつあることから絶滅が危惧されており、2002年に IUCN Red List に追加され、NT（準絶滅危惧）とされた。
Motacilla maderaspatensis (A) オオハクセキレイ en:Large Pied Wagtail
= M. madaraspatensis
インド、パキスタン
Motacilla aguimp vidua (A) ハジロハクセキレイ en:African Pied Wagtail
アフリカ大陸中南部（サハラ砂漠より南側）
Motacilla aguimp aguimp (A) ハジロハクセキレイ
南アフリカ（喜望峰周辺）

## 亜種・近縁種の分化と競合

### 分類

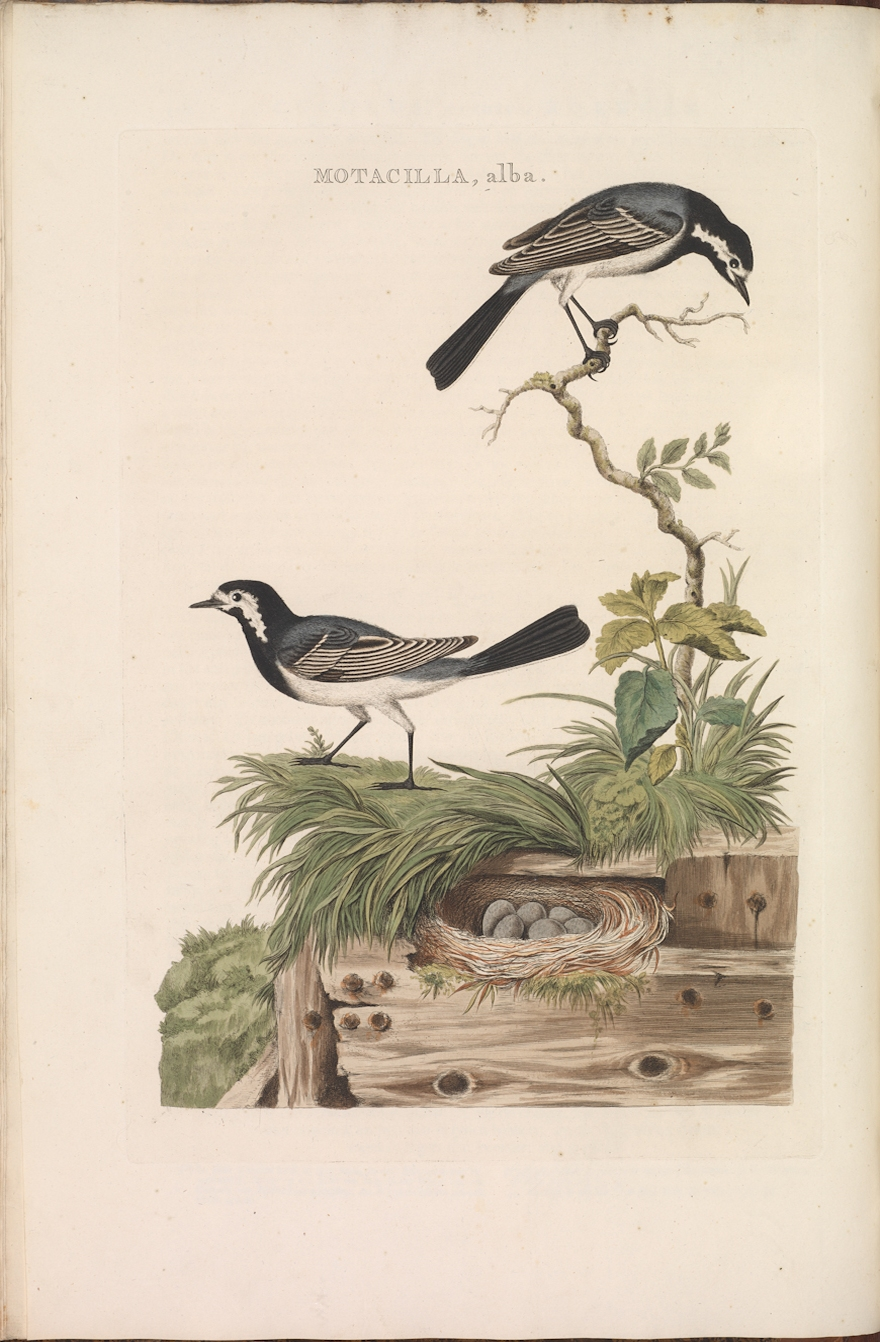
Motacilla alba in Nederlandsche Vogelen (en: Dutch Birds), Vol. 21 (1789)

本種はユーラシアのほぼ全域にわたり分布を拡げ、様々な環境に適応しており、前述の「ヨーロッパ—シベリア型」はさらにグリーンランド (alba) やアラスカ (ocularis) 、南アジア (leucopsis) へと進出している。前段で示した亜種・近縁種は概ね地域分化して住み分けているものの、日本やインドなど一部地域では「ヨーロッパ—シベリア型」の勢力拡大に伴う競合が見られる（後述）。
本種および近縁種の分類には未確定の部分があり、たとえば mtDNA シトクロムb および NADH脱水素酵素サブユニット 2 配列を見ると 、本種が多系統群または側系統群であり、本種およびセグロセキレイやオオハクセキレイなどを含んだ上種の形成を示唆している。

### 競合
日本など一部地域においては、主に人為的開発による環境変化に起因すると考えられる分布域の変化・競合が起きている。
文献において中村は、私見と断った上で、アジア系の各近縁種（前段で示した (A) インド—日本型）を古種、タイリクハクセキレイ (Motacilla alba) のヨーロッパ系亜種（同・(E) ヨーロッパ—シベリア型）を新興種であると推定、またセグロセキレイ (Motacilla grandis) は遺存固有種（地理的遺存種）であるとも推定している。
また、前者が森林や水辺などの環境に依存していることに対し、後者が砂漠などの乾燥地にも適応していることを踏まえた上で、日本のように都市化が進み、かつての森林が砂漠様の環境へと急速に変化したことにより、ヨーロッパ系の種類（ハクセキレイ）によるアジア系の種類（セグロセキレイ）の淘汰・置換が起きている過程にあるのではないかと推察している。
今のところ、本州や佐渡島などの大きな島においては両種の共存が見られるが、小さな島においては既に種の置換が起きているとも指摘されている。たとえば粟島など、かつてセグロセキレイの繁殖が認められた離島にて既にハクセキレイによる旧固有種の淘汰・置換が起きていることが観察されている（粟島では、これにかかった期間は十数年程度であった）。

## Motacilla lugens
一部の文献では、過眼線が認められるハクセキレイおよびその近縁種を別種として記載している場合がある。

- Motacilla lugens ハクセキレイ
- Motacilla lugens alboides ネパールハクセキレイ
- Motacilla lugens leucopsis ホオジロハクセキレイ